# Corymorpha interogona
Corymorpha interogona is een hydroïdpoliep uit de familie Corymorphidae. De poliep komt uit het geslacht Corymorpha. Corymorpha interogona werd in 2003 voor het eerst wetenschappelijk beschreven door Xu & Huang. 